# Élections générales britanniques de 1979 en Écosse
Des élections générales britanniques ont lieu le 3 mai 1979 pour élire la 48e législature du Parlement du Royaume-Uni. L'Écosse élit 71 des 635 députés.

## Résultats
| Partis | Partis       | Voix      | Voix  | Voix       | Total des sièges | Total des sièges | Total des sièges |
| Partis | Partis       | Votes     | %     | +/−        | Sièges           | +/−              |                  |
| ------ | ------------ | --------- | ----- | ---------- | ---------------- | ---------------- | ---------------- |
|        | Travailliste | 1 211 455 | 41,5  | 5,2        | 44 / 71          | 3                |                  |
|        | Conservateur | 916 155   | 31,4  | 6,7        | 22 / 71          | 6                |                  |
|        | SNP          | 504 259   | 17,3  | 13,1       | 2 / 71           | 9                |                  |
|        | Libéral      | 262 224   | 9,0   | 0,7        | 3 / 71           | stagnation       |                  |
|        | SLP          | 13 737    | 0,5   |            | 0 / 71           |                  |                  |
|        | Autres       | 2 881     | 0,1   | stagnation | 0 / 71           | stagnation       |                  |
| Total  | Total        | 2 916 637 | 100,0 | stagnation | 71 / 71          | stagnation       |                  |